# Stade du Letzigrund
Le stade du Letzigrund () est un stade situé à Zurich. Il accueille chaque année le fameux meeting d'athlétisme de la Weltklasse qui fait partie de la Diamond League. Ce stade aura été le théâtre de 27 records du monde et aura vu défiler les plus grands de ce sport. En 2006, il fut entièrement détruit pour faire place à un tout nouveau stade dans l'optique de l'Euro 2008.
Le Letzigrund est le domicile de l'équipe de football du FC Zurich.
Depuis 2007, il est également le domicile de l'autre club de la ville, Grasshopper.

## Histoire

### L'ancien stade (1925-2006)

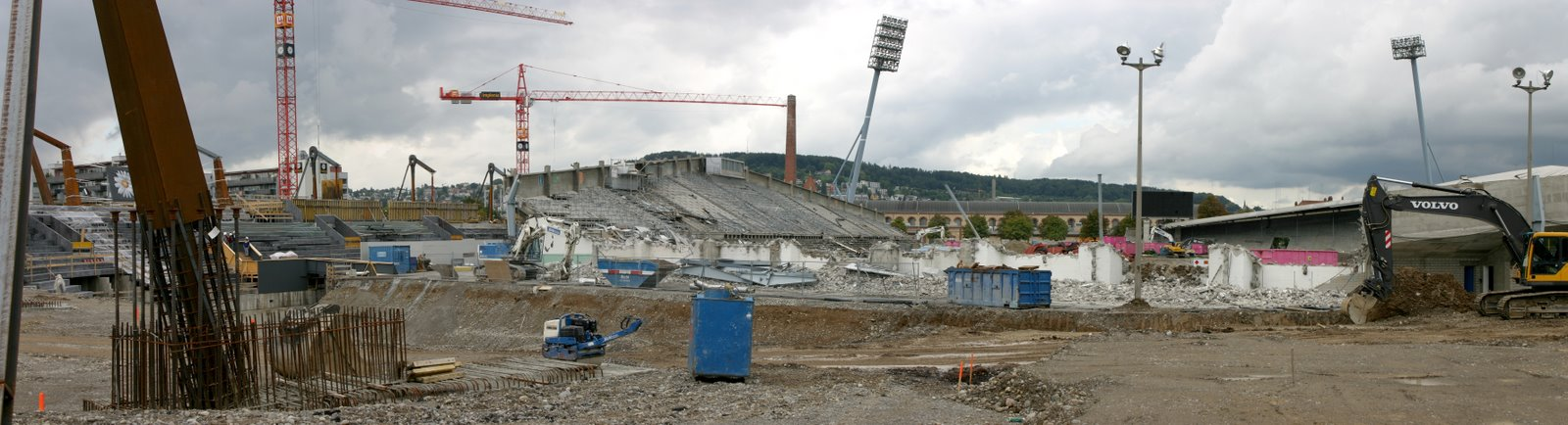
L'ancien stade durant sa démolition.

Inauguré le 22 septembre 1925, il est la propriété du FC Zurich. Pendant la grande dépression, la ville de Zurich en devient propriétaire en 1937 qui le gère depuis lors. L'éclairage est installé en 1973 et le premier concert a lieu en 1996.
Sur les 23 605 places, 11 605 sont des places assises, dont 9 167 sont abritées, et 12 000 places debout sont également couvertes. La taille du terrain d'athlétisme est de 105 sur 68 mètres. Quatre autres terrains de sport font partie du stade : 2 avec pelouses naturelles, une avec pelouse artificielle, et un petit terrain en sable tassé. On trouve également un bar et un restaurant dans l'enceinte du stade.
Pour les concerts, la capacité totale en 1997 pour la tournée de Céline Dion, Falling into You, est de 75 000 places. Tina Turner a donné deux représentations à guichets fermés pendant sa tournée Twenty Four Seven. Madonna s'y est produite le 18 août 2012, dans le cadre de son MDNA Tour. Beyoncé s'y est également produite dans le cadre de sa tournée The Formation World Tour le 14 juillet 2016. Rihanna, quant à elle, s'y est produite pour son Anti World Tour, le 12 août 2016.
Le concert de AC/DC prévu le 6 septembre 1991 a été annulé (tournée Razor Edge World).

### Le stade actuel (depuis 2007)

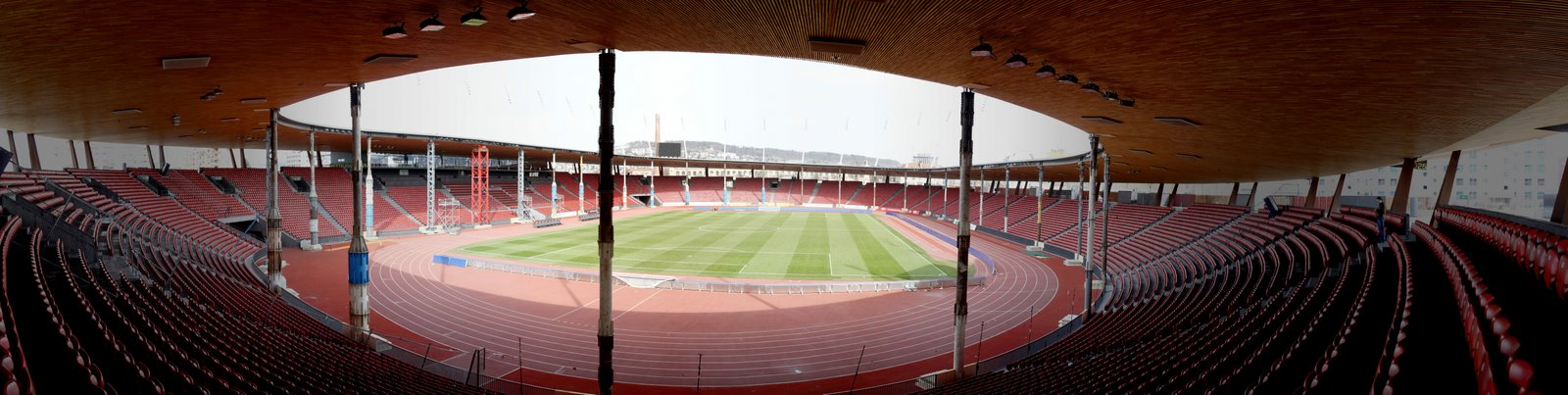
Vue de l'intérieur du stade avec les piliers de soutien.

Le Stade du Letzigrund ouvre officiellement le 30 août 2007, un an après la démolition de l'ancien stade. Sept jours plus tard, le premier match de football qui y eut lieu fut le match qui opposa le club résident, le FC Zurich, au Grasshopper Zurich et qui vit la victoire du FC Zurich 4 à 0.
Le stade a coûté 66,5 millions d'euros, somme à laquelle on peut ajouter 3,5 millions d'euros pour porter sa capacité à 30 000 places pour l'Euro 2008. Après cette compétition, sa capacité pour le football est de 26 104 places. Le stade contient également une piste d'athlétisme, deux écrans géants ainsi qu'une sonorisation moderne.
En mars 2010, des fissures sont apparues près des supports du toit, et le stade a dû être brièvement fermé.
Les 9 et 10 juillet 2024, le stade accueille Taylor Swift dans le cadre de sa tournée The Eras Tour.

## Événements
- Weltklasse Zurich
- Championnat d'Europe de football 2008
- Championnats d'Europe d'athlétisme 2014
- Championnat d'Europe féminin de football 2025

### Matchs de l'équipe nationale
Entre 1926 et 2024, elle y en dispute 13 :
| Date              | Adversaire         | Résultat | Spectateurs | Compétition                 |
| ----------------- | ------------------ | -------- | ----------- | --------------------------- |
| 18 avril 1926     | Italie             | 1-1      | 20 000      | Match amical                |
| 6 novembre 1927   | Suède              | 2-2      | 18 000      | Match amical                |
| 2 novembre 1930   | Pays-Bas           | 6-3      | 18 000      | Match amical                |
| 15 mai 1960       | Pays-Bas           | 3-1      | 18 000      | Match amical                |
| 3 novembre 1963   | Norvège            | 0-2      | 22 000      | Match amical                |
| 31 mars 1999      | Pays de Galles     | 2-0      | 13 500      | Éliminatoires Euro 2000     |
| 13 octobre 2007   | Autriche           | 3-1      | 22 500      | Match amical                |
| 21 novembre 2007  | Nigeria            | 0-1      | 12 700      | Match amical                |
| 10 septembre 2008 | Luxembourg         | 1-2      | 20 500      | Éliminatoires CM 2010       |
| 31 mars 2015      | États-Unis         | 1-1      | 16 100      | Match amical                |
| 29 mars 2016      | Bosnie-Herzégovine | 0-2      | 17 000      | Match amical                |
| 29 mars 2022      | Kosovo             | 1-1      | 20 800      | Match amical                |
| 15 novembre 2024  | Serbie             | 1-1      | 21 115      | Ligue des nations 2024-2025 |

### Matches de l'Euro 2008
| Date         | Heure (UTC+1) | Équipe no 1 | Score | Équipe no 2 | Tour     | Spectateurs |
| ------------ | ------------- | ----------- | ----- | ----------- | -------- | ----------- |
| 9 juin 2008  | 18.00         | Roumanie    | 0 – 0 | France      | Groupe C | 30 585      |
| 13 juin 2008 | 18.00         | Italie      | 1 – 1 | Roumanie    | Groupe C | 30 585      |
| 17 juin 2008 | 20.45         | France      | 0 – 2 | Italie      | Groupe C | 30 585      |

## Galerie

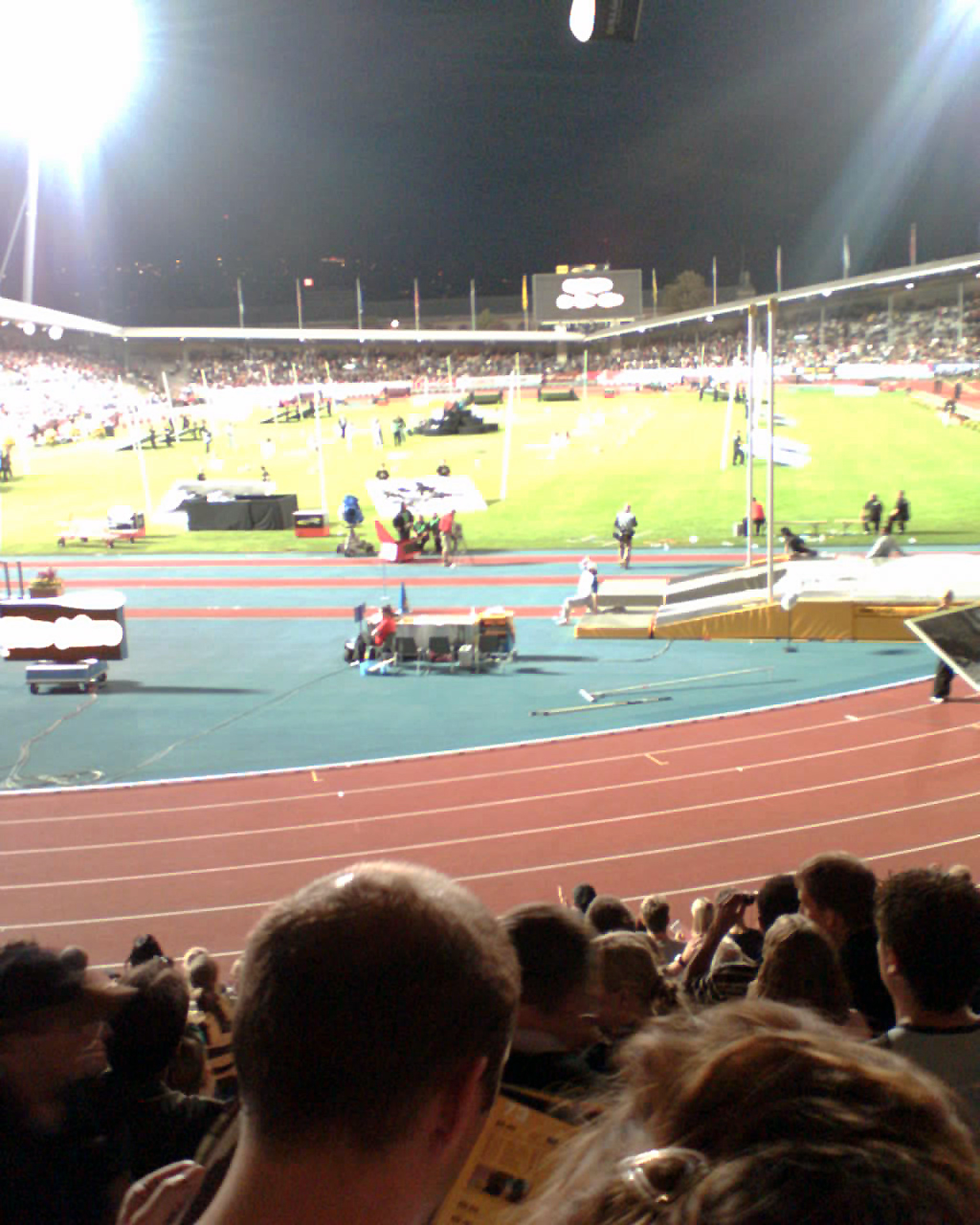
Ancien stade
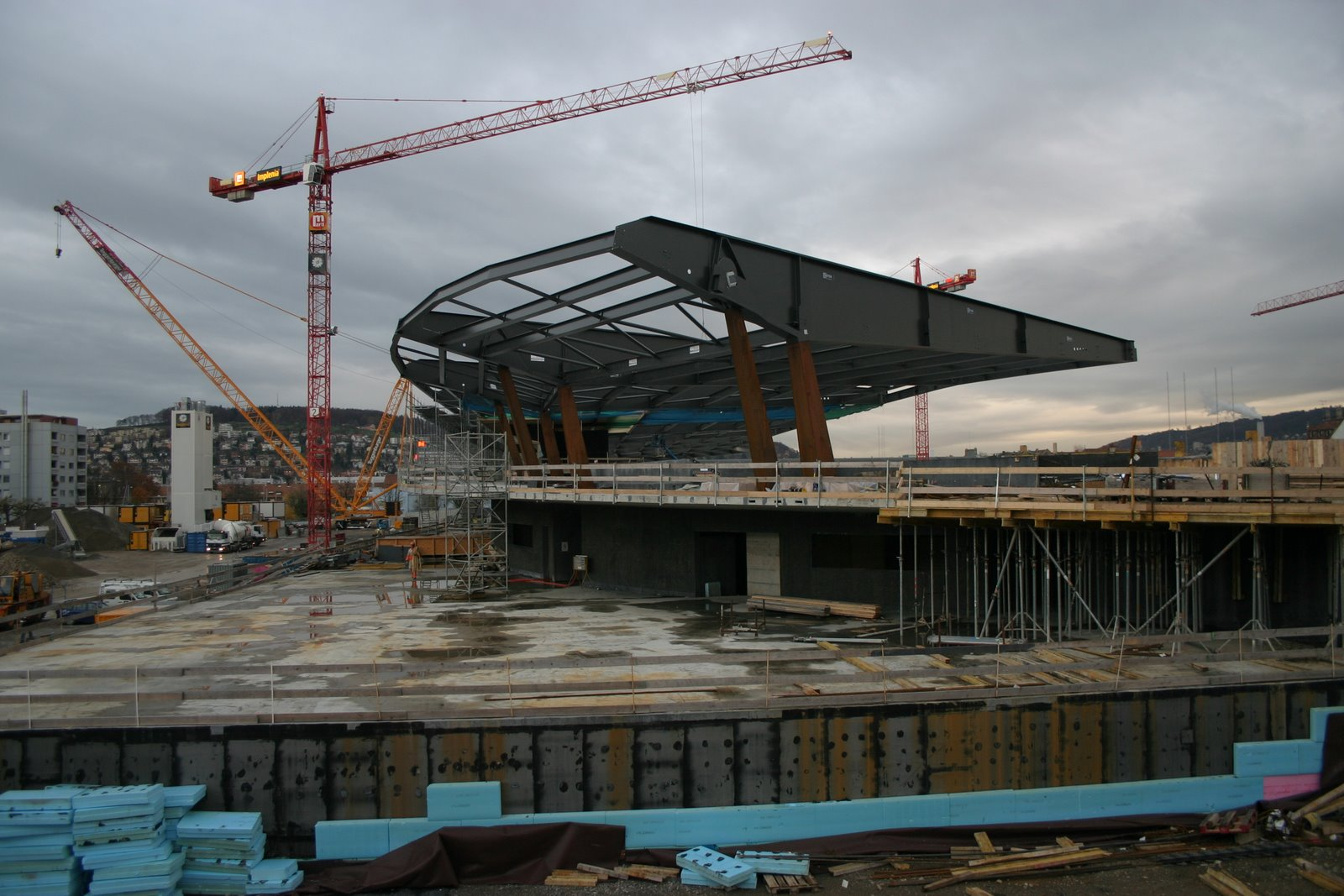
Construction du nouveau stade
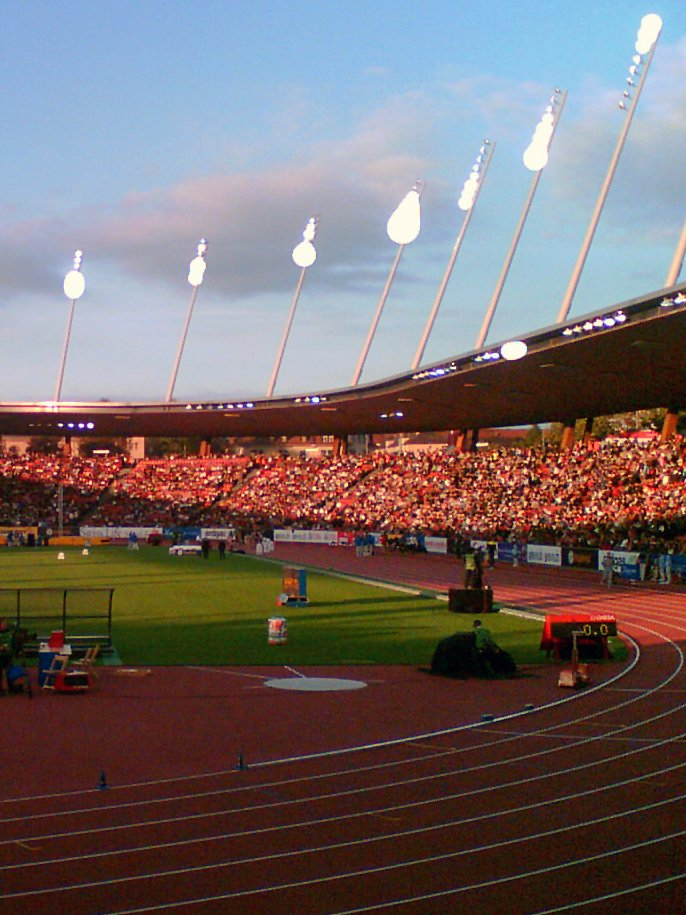
Nouveau stade
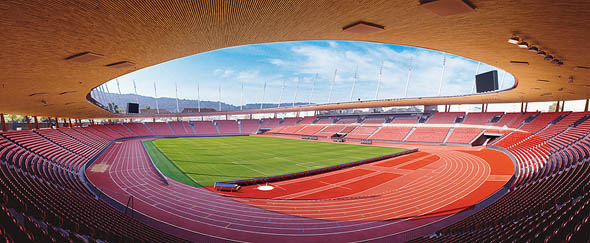
Panorama intérieur